# Sekou Sylla
Sekou Oumar Sylla (Schiedam, 9 januari 1999) is een Nederlands-Guinees voetballer die als verdediger voor ADO Den Haag speelt. Hij is de stiefbroer van Ahmad Mendes Moreira. Hij debuteerde in 2022 voor het Guinees voetbalelftal.

## Carrière
Sekou Sylla speelde in de jeugd van Excelsior Maassluis, waar hij aan het einde van het seizoen 2017/18 zijn debuut in het eerste elftal maakte. Het seizoen erna werd hij een vaste waarde in de Tweede divisie. In 2020 was hij op proef bij Helmond Sport, maar kreeg hier geen contract aangeboden. Een jaar later kwam de overstap naar het betaald voetbal er wel: Na een proefperiode sloot hij op amateurbasis aan bij TOP Oss. Hij maakte zijn debuut voor TOP op 27 oktober 2021, in de met 3-0 verloren bekerwedstrijd tegen Fortuna Sittard. Hij kwam in de 60e minuut in het veld voor Ilounga Pata. Enkele dagen later maakte hij in de met 1-3 verloren thuiswedstrijd tegen NAC Breda zijn basisdebuut. Hierna bleef hij tot de winterstop een vaste basisspeler. 
In de winter kreeg hij een profcontract bij Eredivisionist SC Cambuur aangeboden, waar hij tot medio 2023 tekende. Hij speelde twee jaar voor de Friezen, waarbij in totaal 38 keer uitkwam voor de ploeg.
Op 8 augustus 2024 tekende Sylla een 1 jarig contract bij ADO Den Haag dat op dat moment uitkwam in de Keuken Kampioen Divisie.

### Statistieken
| Seizoen                     | Club                | Land           | Competitie     | Competitie | Competitie | Beker | Beker | Totaal | Totaal |
| Seizoen                     | Club                | Land           | Competitie     | Wed.       | Dlp.       | Wed.  | Dlp.  | Wed.   | Dlp.   |
| --------------------------- | ------------------- | -------------- | -------------- | ---------- | ---------- | ----- | ----- | ------ | ------ |
| 2017/18                     | Excelsior Maassluis | Nederland      | Tweede divisie | 2          | 0          | 0     | 0     | 2      | 0      |
| 2018/19                     | Excelsior Maassluis | Nederland      | Tweede divisie | 31         | 4          | 2     | 1     | 33     | 5      |
| 2019/20                     | Excelsior Maassluis | Nederland      | Tweede divisie | 24         | 4          | 1     | 0     | 25     | 4      |
| 2020/21                     | Excelsior Maassluis | Nederland      | Tweede divisie | 5          | 0          | 1     | 0     | 6      | 0      |
| 2021/22                     | TOP Oss             | Nederland      | Eerste divisie | 8          | 0          | 1     | 0     | 9      | 0      |
| 2021/22                     | SC Cambuur          | Nederland      | Eredivisie     | 5          | 1          | 0     | 0     | 5      | 1      |
| 2022/23                     | SC Cambuur          | Nederland      | Eredivisie     | 5          | 0          | 0     | 0     | 5      | 0      |
| 2023/24                     | SC Cambuur          | Nederland      | Eerste divisie | 25         | 0          | 3     | 1     | 28     | 1      |
| 2024/25                     | ADO Den Haag        | Nederland      | Eerste divisie | 26         | 2          | 1     | 0     | 27     | 2      |
| Carrièretotaal              | Carrièretotaal      | Carrièretotaal | Carrièretotaal | 131        | 11         | 9     | 2     | 140    | 13     |
| Bijgewerkt op 20 maart 2025 |                     |                |                |            |            |       |       |        |        |

## Interlandcarrière
Sylla debuteerde op 25 maart 2022 voor het Guinees voetbalelftal tijdens een vriendschappelijke wedstrijd tegen Zuid-Afrika (0–0). Hij kwam in de 83ste minuut in het veld voor Aguibou Camara.
| Interlands van Sekou Sylla voor Guinee | Interlands van Sekou Sylla voor Guinee | Interlands van Sekou Sylla voor Guinee | Interlands van Sekou Sylla voor Guinee | Interlands van Sekou Sylla voor Guinee | Interlands van Sekou Sylla voor Guinee |
| No.                                    | Datum                                  | Wedstrijd                              | Uitslag                                | Competitie                             | Bijz.                                  |
| Als speler bij SC Cambuur              | Als speler bij SC Cambuur              | Als speler bij SC Cambuur              | Als speler bij SC Cambuur              | Als speler bij SC Cambuur              | Als speler bij SC Cambuur              |
| -------------------------------------- | -------------------------------------- | -------------------------------------- | -------------------------------------- | -------------------------------------- | -------------------------------------- |
| 1.                                     | 25 maart 2022                          | Zuid-Afrika – Guinee                   | 0 – 0                                  | Vriendschappelijk                      |                                        |

Bijgewerkt op 24 juni 2022.